# Solosympodiella queenslandica
Solosympodiella queenslandica är en svampart som beskrevs av Matsush. 1989. Solosympodiella queenslandica ingår i släktet Solosympodiella, divisionen sporsäcksvampar och riket svampar.   Inga underarter finns listade i Catalogue of Life.